# Festus Ezeli
Festus Ezeli (Benin City, 21 de outubro de 1989) é um ex-jogador nigeriano de basquete profissional. Foi draftado em 2012 na primeira rodada pelo Golden State Warriors, e assinou contrato também com o Portland Trail Blazers.